# Brandy Bay
Koordinaten: 50° 36′ 50″ N, 2° 9′ 22″ W

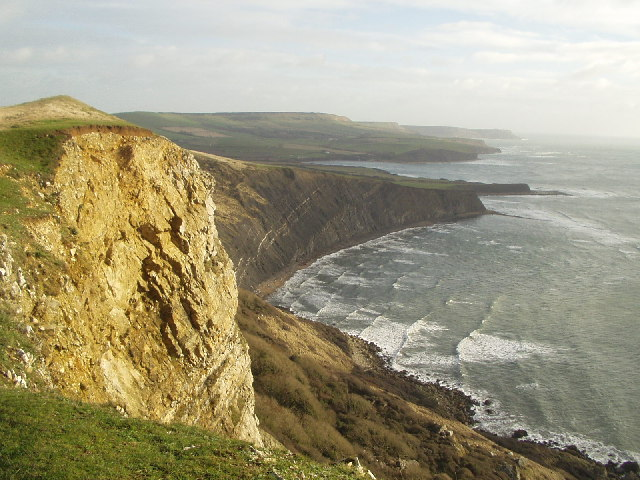
Blick von Gad Cliff hinunter auf Brandy Bay, rechts dahinter Hobarrow Bay

Brandy Bay ist eine kleine abgelegene Bucht westlich von Kimmeridge, auf der Halbinsel Isle of Purbeck, in der Grafschaft Dorset, an der Südküste von England.
Der Name entstand durch den dort während des 17. und 18. Jahrhunderts stattfindenden Schmuggel, unter anderem von Brandy.

## Lage
Brandy Bay liegt etwa einen Kilometer südlich des Geisterdorfs Tyneham und etwa sechs Kilometer südlich von Wareham. Die Bucht liegt circa 13 Kilometer direkt westlich von Swanage.
Die Brandy Bay ist ungefähr zwei Kilometer lang, sie ist von den hohen Klippen des Gad Cliff und des Hügels Tynham Cap umgeben. Wagon Rock ist ein großer Felsbrocken, der aus den oberen Teilen der Klippe herausgefallen ist. Der kiesige Strand hat sich auf Ölschiefern des Jura gebildet. 
Der Strand ist nur zu Fuß vom Küstenweg, via Hobarrow Bay, oder per Boot erreichbar, der Zugang zu Brandy Bay ist jedoch für die Öffentlichkeit verboten. Das Grundstück ist im Besitz des Verteidigungsministeriums des Vereinigten Königreichs und Teil der Ausbildungsschule für gepanzerte Kampffahrzeuge (Armoured Fighting Vehicles Gunnery School) Lulworth Military Range. Der Küstenweg ist an Wochenenden geöffnet. Wanderer werden gewarnt, auf dem Fußweg zu bleiben, da die umliegende Gegend von Blindgängern geräumt wird.

## Jurassic Coast
Brandy Bay ist ein Teil der sogenannten Jurassic Coast. Von Orcombe Point bei Exmouth bis zu Old Harry Rocks östlich von Studland Bay erstreckt sich im Osten Devons und in Dorset ein 155 Kilometer langer Küstenstreifen, der als erste Naturlandschaft in England von der UNESCO ins Weltnaturerbe aufgenommen wurde.
Die komplizierte Geologie der Isle of Purbeck wird im Küstenabschnitt der Jurassic Coast deutlich. Die Gesteinsschichten entlang der Küste fallen zwar generell nach Norden ein, die Achse der übergeordneten Faltenstruktur der Purbeck Monocline taucht jedoch nach Osten ab. Deswegen wird der älteste Teil im Westen des Bereiches gefunden, die Klippen weiter östlich werden von jüngeren Gesteinen aufgebaut. Die großräumige Faltenstruktur der Purbeck Monocline wird von kleineren Spezialfalten im Kilometermaßstab und Störungen überprägt.
Die Aufschlüsse entlang der Küste zeigen eine kontinuierliche Abfolge der in Trias, Jura und Kreidezeit entstandenen geologischen Ablagerungen und repräsentieren etwa 185 Millionen Jahre der Erdgeschichte. Die Gesteine sind bekannt für ihre Fossilien, darunter Ammoniten und Überreste von Dinosauriern.

## Geologische Abfolge

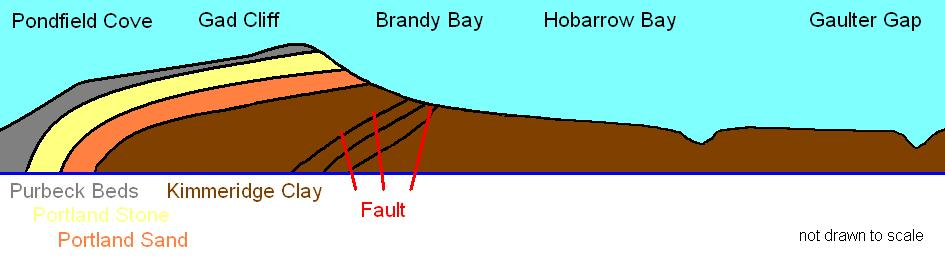
Geologischer Schnitt durch die Purbeck Monocline. In der Bildmitte Brandy Bay

Die geologische Struktur der Brandy Bay wird von einem nach Norden abtauchenden Faltensattel bestimmt. Durch die flache, kofferartige Form des Sattels verlaufen die Gesteinsschichten in der Brandy Bay nahezu Ost-West und damit parallel zur Westseite der Bucht. Im Osten liegt die Schichtung fast horizontal. Durch das generell flache Einfallen ist vor allem im Westen der Bucht die Schichtenfolge gut aufgeschlossen.
Die in der Brandy Bay aufgeschlossenen Gesteine werden in vier Schichtsequenzen unterteilt. Die oberste Schicht bilden die Purbeck Beds (Purbeck-Schichten), die vor etwa 147 Millionen Jahren abgelagert wurden. Darunter liegt der Portland Limestone (Portland-Kalkstein), etwa 150 Millionen Jahre alt. Er liegt wiederum über den Portland Sands (Portland-Sandstein), und an der Basis folgt die etwa 155 Millionen Jahre alte Schichtenfolge des Kimmeridge Clay (Kimmeridge-Ton des Kimmeridgiums). 
Der Kimmeridge Clay lässt sich in Brandy Bay weiter gliedern. Der flache Grat unterhalb der Klippen zwischen Brandy Bay und Hobarrow Bay wird Long Ebb Riff genannt. Von dort in Richtung Nordwesten sind die folgenden Gesteinsschichten vorhanden: Washing Ledge (Dolomit), Maple Ledge (ebenfalls Dolomit), Cattle Ledge, Grey Ledge und schließlich der Blackstone (ein Ölschiefer), der das White Stone Band enthält, das aus Coccolithen aufgebaut wird. Aufgrund der Tatsache, dass die oben liegenden, härteren Kalk- und Sandsteine durch eine instabile Tonabfolge unterlagert werden, sind die Klippen für Erdrutsche anfällig.